# Novela filosófica
La novela filosófica se refiere a las obras de ficción en donde una parte significativa del trabajo está dedicado a la discusión de cuestiones que suelen abordarse utilizando la filosofía discursiva. Este tipo de obras puede explorar cualquier tema de la condición humana, incluyendo la función y el papel de la sociedad, la naturaleza y motivación de los actos humanos, el propósito de la vida, la ética o la moral, el papel del arte en la vida humana, el rol de la experiencia o la razón en el desarrollo del conocimiento, si existe el libre albedrío, o cualquier otro tema de interés filosófico. Asimismo, a este género pertenecen las llamadas «novelas de ideas», que incluyen una proporción significativa de géneros como la ciencia ficción, la ficción utópica y distópica y el Bildungsroman. El modus operandi suele utilizar primeramente una historia normal para entonces comenzar simplemente a explicar las partes difíciles u oscuras de la vida humana. 
Sus precedentes son tan antiguos como los propios diálogos de Platón, pero en sentido más concreto, esta narrativa florece bajo la escritura de Voltaire o Jonathan Swift. En la primera mitad del siglo XX autores tan diversos como Thomas Mann, Hermann Hesse, existencialistas franceses como Jean Paul Sartre o Albert Camus, o autores distópicos como Aldous Huxley o George Orwell llevaron este tipo de ficción a su más elevado desarrollo. En la narrativa española, la Generación del 98 con Unamuno, Pío Baroja o Azorín abren el camino a este tipo de obras. En la tradición hispanoamericana, Jorge Luis Borges lleva el género a una de sus cimas más importantes y abstractas. La tradición de la novela de ciencia ficción, de la mano de Stanislav Lem, Arthur C. Clarke o Asimov, también introducirían ideas filosóficas en muchas de sus obras. 

## Ejemplos
| Autor                                             | Nombre                                                    | Fecha            | Notas |
| ------------------------------------------------- | --------------------------------------------------------- | ---------------- | --- |
| Augustine of Hippo                                | De Magistro                                               | 4th century      | Early example |
| Abelard                                           | Dialogue of a Philosopher with a Jew and a Christian      | 12th century     | Early example |
| Ibn Tufail                                        | Hayy ibn Yaqdhan                                          | 12th century     | Early example; explores the limits of natural theology and the Islamic concept of fitra. |
| Yehuda Halevi                                     | The Kuzari                                                | 12th century     | Early example |
| Thomas More                                       | Utopia                                                    | 1516             | Early example, first unambiguous example of utopian and dystopian fiction. |
| Voltaire                                          | Zadig                                                     | 1747             | Early example |
| Voltaire                                          | Micromegas                                                | 1752             | |
| Voltaire                                          | Candide                                                   | 1759             | Early example |
| Samuel Johnson                                    | Rasselas                                                  | 1759             | |
| Jean-Jacques Rousseau                             | Julie, or the New Heloise                                 | 1761             | Early example |
| James Hogg                                        | The Private Memoirs and Confessions of a Justified Sinner | 1824             | |
| Walter Pater                                      | Marius the Epicurean                                      | 1885             | |
| Thomas Carlyle                                    | Sartor Resartus                                           | 1833–34          | Canonical |
| Fiódor Dostoyevski                                | Crimen y castigo                                          | 1866             | Canonical |
| Goethe                                            | Wilhelm Meister's Apprenticeship                          | 1795–96          | Canonical |
| León Tolstói                                      | Guerra y paz                                              | 1869             | Canonical |
| Giacomo Leopardi                                  | Small Moral Works                                         | 1827             | Philosophical stories that were greatly enjoyed even by Arthur Schopenhauer. |
| Robert Musil                                      | The Man Without Qualities                                 | 1930–43          | Canonical |
| Milan Kundera                                     | La insoportable levedad del ser                           | 1984             | |
| Aldous Huxley                                     | After Many a Summer                                       | 1939             | |
| Aldous Huxley                                     | Brave New World                                           | 1932             | A critique on the conflict between the human element and animal nature of man as well as the manipulative use of psychological conditioning.                                                                       |
| Aldous Huxley                                     | Island                                                    | 1962             | |
| C. S. Lewis                                       | Space Trilogy                                             | 1938, 1943, 1945 | Una crítica del socialismo al estilo estalinista |
| Søren Kierkegaard                                 | Diary of a Seducer                                        | 1843             | A novel in the highly literary philosophical work Either/Or. |
| Friedrich Nietzsche                               | Thus Spoke Zarathustra                                    | 1885             | Well-known example of a modern philosophical novel. |
| Leo Tolstoy                                       | Resurrection                                              | 1899             | |
| Samuel Beckett                                    | Waiting for Godot                                         | 1952             | One of the most well-known philosophical plays of the twentieth century. |
| Louis-Ferdinand Céline                            | Journey to the End of the Night                           | 1932             | |
| Marcel Proust                                     | In Search of Lost Time                                    | 1913–1927        | |
| Antoine de Saint-Exupéry                          | The Little Prince                                         | 1943             | |
| André Malraux                                     | Man's Fate                                                | 1933             | |
| Thomas Mann                                       | The Magic Mountain                                        | 1924             | |
| Franz Kafka                                       | The Trial                                                 | 1925             | |
| George Orwell                                     | Animal Farm                                               | 1945             | A fictional drama on the process of communism represented through animals on a farm. |
| B. F. Skinner                                     | Walden Two                                                | 1948             | |
| George Orwell                                     | Nineteen Eighty-Four                                      | 1949             | A critique of totalitarianism as well as a discourse on the manipulative use of language. |
| Anthony Burgess                                   | A Clockwork Orange                                        | 1962             | A discussion of the role of free will in the context of the application of behaviorism's techniques. |
| Philip K. Dick                                    | Do Androids Dream of Electric Sheep?                      | 1968             | |
| John Gardner                                      | Grendel                                                   | 1971             | An exploration of various philosophical perspectives on finding meaning in the world, the power of literature and myth, and the nature of good and evil. The protagonist is a literary proxy for Jean-Paul Sartre. |
| Philip K. Dick                                    | A Scanner Darkly                                          | 1977             | |
| Philip K. Dick                                    | VALIS                                                     | 1981             | A novel version of his longer non-fiction book The Exegesis, outlining his intense interest in the nature of reality, metaphysics and religion.                                                                    |
| Jean-Paul Sartre                                  | Nausea                                                    | 1938             | |
| Jean-Paul Sartre                                  | No Exit                                                   | 1944             | An existentialist play outlining Sartrean philosophy. |
| Jean-Paul Sartre                                  | The Devil and the Good Lord                               | 1951             | An existentialist play outlining Sartrean philosophy. |
| Ralph Ellison                                     | Invisible Man                                             | 1952             | Existencialismo en América |
| Simone de Beauvoir                                | She Came to Stay                                          | 1943             | An existential novel outlining Simone de Beauvoir's philosophy. |
| Simone de Beauvoir                                | fr                                                        | 1944             | An existential play outlining Simone de Beauvoir's philosophy. |
| Simone de Beauvoir                                | All Men are Mortal                                        | 1946             | An existential novel outlining Simone de Beauvoir's philosophy. |
| Osamu Dazai                                       | No Longer Human                                           | 1948             | |
| Walker Percy                                      | The Moviegoer                                             | 1961             | An existential novel outlining Søren Kierkegaard's philosophy. |
| Yukio Mishima                                     | The Sailor Who Fell From Grace With The Sea               | 1963             | |
| José Lezama Lima                                  | Paradiso (novel)                                          | 1966             | Latin American Boom novel that explores desire in pre-revolution Cuba. |
| Robert M. Pirsig                                  | Zen and the Art of Motorcycle Maintenance                 | 1974             | Pirsig's Metaphysics of Quality |
| Renata Adler                                      | Speedboat                                                 | 1976             | |
| Margaret Atwood                                   | The Handmaid's Tale                                       | 1985             | Novela distópica feminista |
| David Markson                                     | Wittgenstein's Mistress                                   | 1988             | An experimental novel that demonstrates Wittgenstein's philosophy of language; stylistic similarities to Tractatus Logico-Philosophicus.                                                                           |
| Jostein Gaarder                                   | Sophie's World                                            | 1991             | |
| David Foster Wallace                              | Infinite Jest                                             | 1996             | Criticizes Poststructuralism/Postmodernism; influenced by Wittgenstein & Existentialism; introduces Metamodernism/Post-postmodernism.                                                                              |
| Arthur Asa Berger                                 | Postmortem for a Postmodernist                            | 1997             | A murder mystery that explores postmodernism. |
| Gus Van Sant                                      | Pink                                                      | 1997             | Absurdismo |
| Arturo Pérez-Reverte                              | El pintor de batallas                                     | 2006             | Reflexiones sobre la guerra, la pintura y la condición humana. |
| Neal Stephenson                                   | Anathem                                                   | 2008             | Includes the philosophical debate between Platonic realism and nominalism. |
| André Alexis                                      | Fifteen Dogs                                              | 2015             | Winner of the 2015 Scotiabank Giller Prize, this novel explores faith, place, love, power and hatred through the eyes and experiences of fifteen dogs endowed with human intelligence.                             |
| Most novels by Albert Camus                       | Most novels by Albert Camus                               |                  | Absurdismo |
| Fiction by the Marquis de Sade                    | Fiction by the Marquis de Sade                            | 1740–1814        | Ateísmo, Nihilismo, Libertarianismo |
| Most novels by Franz Kafka                        | Most novels by Franz Kafka                                |                  | Existential Nihilism |
| Most novels by Hermann Hesse                      | Most novels by Hermann Hesse                              | 1904–53          | |
| The novels and short stories of Ursula K. Le Guin | The novels and short stories of Ursula K. Le Guin         | 1959-2018        | Anarchism; Feminism; Socialism; Daoismo |
| Most novels by Stanislaw Lem                      | Most novels by Stanislaw Lem                              | 1946–2005        | |
| Most novels by Ayn Rand                           | Most novels by Ayn Rand                                   | 1934–82          | Objetivismo |
| Novels and Plays by Samuel Beckett                | Novels and Plays by Samuel Beckett                        | 1938–1961        | Absurdismo/Quasi-quietism |
| Novelas de Iris Murdoch                           | Novelas de Iris Murdoch                                   | 1953–97          | |
| Novelas de Anthony Burgess                        | Novelas de Anthony Burgess                                | 1956–93          | |
| Novelas de Simone de Beauvoir                     | Novelas de Simone de Beauvoir                             |                  | Existencialismo, feminismo |
| Novelas de Jean-Paul Sartre                       | Novelas de Jean-Paul Sartre                               |                  | Existencialismo |
| Novelas de Andre Malraux                          |                                                           |                  | |
| Novelas de Marcel Proust                          |                                                           |                  | |
| Novelas de Stendhal                               |                                                           |                  | |
| Novelas de Fiodor Dostoievski                     | Novelas de Fiodor Dostoievski                             | 1846–81          | Existencialismo |
| Novelas de G. K. Chesterton                       | Novelas de G. K. Chesterton                               | 1874–1936        | |
| Novelas de Clarice Lispector                      |                                                           |                  | |
| The stories of Jorge Luis Borges                  | The stories of Jorge Luis Borges                          |                  | Philosophical idealism, eternal recurrence, eternalism |
| The novels of Umberto Eco                         | The novels of Umberto Eco                                 |                  | Semiotics |
| The novels of Rebecca Newberger Goldstein         | The novels of Rebecca Newberger Goldstein                 |                  | Atheism; Feminism |
| Works by Franz Kafka Prize winners                | Works by Franz Kafka Prize winners                        |                  | Kafkaesque Humanism and Existentialism |